# Shannonomyia stigmatica
Shannonomyia stigmatica är en tvåvingeart som först beskrevs av Philippi 1866.  Shannonomyia stigmatica ingår i släktet Shannonomyia och familjen småharkrankar. Inga underarter finns listade i Catalogue of Life.